# کیت اسکات (بازیگر صوتی)
کیت اسکات (به انگلیسی: Keith Scott) (زاده ۲۳ ژوئن ۱۹۵۷) بازیگر استرالیایی است.
از فیلم‌های معروف او می‌توان به گویندگی در انیمیشن ماجراهای راکی و بولوینکل اشاره کرد.